# Homo ludens
Homo ludens e книга на нидерландския историк и културолог Йохан Хьойзинха, което въвежда идеята, че „хомо луденс, играещият човек, представлява също толкова съществена функция като производството“ и играта е „един от фундаметалните духовни елементи на живота“. Хьойзинха предполага, че играта е първична и необходимо (макар и не достатъчно) условие за генерирането на култура. Латинската дума на латински: ludens е сегашно деятелно причастие на глагола на латински: ludere, което само по себе си е родствено със съществителното на латински: ludus. Ludus няма директен превод на български, тъй като се отнася едновременно за спорт, игра, училище и практика.